# شوسی اوکاموتو
شوسی اوکاموتو (انگلیسی: Shosei Okamoto؛ زادهٔ ۷ آوریل ۲۰۰۰) بازیکن فوتبال است.
از باشگاه‌هایی که در آن بازی کرده‌است می‌توان به باشگاه فوتبال آلبیرکس نیگاتا اشاره کرد.